# Конвой №4821
Конвой № 4821 — японський конвой часів Другої світової війни, проведення якого відбувалось у серпні 1943-го.
Вихідним пунктом конвою був атол Трук у центральній частині Каролінських островів, де ще до війни створили потужну базу японського ВМФ, з якої до лютого 1944-го провадились операції в цілому ряді архіпелагів. Пунктом призначення став розташований у Токійській затоці порт Йокосука, що під час війни був обраний як базовий для логістики Труку.
До складу конвою, який вийшов у море 21 серпня 1943-го, увійшли транспорти «Кайшо-Мару», «Манджу-Мару», «Кенан-Мару», «Мітакесан-Мару», «Сойо-Мару», «Мікаге-Мару №18» та «Шоєй-Мару» (Shoei Maru, до березня 1943-го рахувався як переобладнаний канонерський човен), тоді як охорону забезпечував есмінець «Юдзукі».
22 серпня 1943-го дещо більш ніж за п'ять сотень кілометрів на північний захід від Труку загін перехопив американський підводний човен USS Tullibee, який дав по ньому два триторпедні залпи. Кайшо-Мару було уражене та швидко затонуло, загинуло 3 члени екіпажу, а вцілілих підібрали інші судна конвою.
Подальший маршрут загону пролягав ще через кілька традиційних районів патрулювання американських підводних човнів біля Маріанських островів, островів Огасавара та поблизу східного узбережжя Японського архіпелагу. Втім, більше втрат не було і 29 серпня конвой № 4821 прибув до Йокосуки.